# Das Testament
Das Testament è l'album di debutto del progetto musicale tedesco E Nomine, uscito l'11 dicembre 1999. Una versione rimasterizzata digitalmente dell'album è stata pubblicata in seguito il 25 novembre 2002, con circa il doppio dei brani originali.
Allegato a quest'album è il singolo di debutto degli E Nomine "Vater Unser", il quale ha per protagonista il doppiatore tedesco di Robert De Niro, Christian Brückner, che recita e canta il Padre Nostro. Questi fornisce la sua voce anche nel secondo singolo, "E Nomine (Denn sie wissen nicht was sie tun)", allegato alla versione digitalizzata dell'album.
Das Testament comprende anche le voci tedesche di Al Pacino, Jack Nicholson, Nicolas Cage e John Travolta.

## Lista dei brani

### CD normale
Tutti i brani di Fritz Graner & Chris Tentum tranne dove annotato.
1. Am Anfang war... Die Schöpfung ("All'inizio ci fu... La Creazione") – 1:12
2. Vater Unser ("Padre Nostro") – 3:30
3. E Nomine (Pontius Pilatus) ("E Nomine (Ponzio Pilato)") – 4:11
4. Die 10 Gebote ("I 10 Comandamenti") – 5:40
5. Das Abendmahl ("La Comunione") (Fritz, Chris, Michael Vanrose) – 3:35
6. Die Sintflut ("Il Diluvio") – 4:22
7. Himmel oder Hölle ("Paradiso o Inferno") – 3:40
8. Der Fürst der Finsternis ("Il Principe delle Tenebre") – 4:39
9. Bibelworte des Allmächtigen ("Citazioni Bibliche dell'Onnipotente") (Graner, Tentum, Vanrose) – 4:37
10. Die Posaunen von Jericho ("I tromboni di Jericho") (Graner, Tentum, Vanrose) – 3:51
11. Ave Maria ("Ave Maria") (Franz Schubert) – 3:50
12. Psalm 23 ("Salmo 23") – 4:47
13. Hallelujah ("Hallelujah") (Graner, Tentum, Vanrose) – 3:52
14. Gott tanzte ("Dio danzò") (DJ Taylor, Flow ) – 6:02

### Versione rimasterizzata in digitale
1. Am Anfang war... Die Schöpfung ("All'inizio ci fu... La Creazione")
2. Vater Unser ("Padre Nostro")
3. Das Geständnis ("La Confessione")
4. E Nomine (Denn sie wissen nicht was sie tun) ("E Nomine (Poiché non sanno quello che fanno)")
5. Die Stimme des Herrn ("La voce del Signore")
6. Die 10 Gebote ("I 10 Comandamenti")
7. Der Verrat ("Il tradimento")
8. Das Abendmahl ("La Comunione")
9. Vergeltung ("Rappresaglia")
10. Die Sintflut ("Il Diluvio")
11. Die Entscheidung ("La decisione")
12. Himmel & Hölle ("Paradiso o Inferno")
13. Garten Eden ("Giardino dell'Eden")
14. Der Fürst der Finsternis ("Il Principe delle Tenebre")
15. Die Mahnung ("L'intimidazione")
16. Bibelworte des Allmächtigen ("Citazioni Bibliche dell'Onnipotente")
17. Rückkehr aus Ägypten ("Ritorno dall'Egitto")
18. Die Posaunen von Jericho ("I tromboni di Jericho")
19. Empfängnis ("Concepimento")
20. Ave Maria ("Ave Maria")
21. Der Herr ist mein Hirte ("Il Signore è il mio Pastore")
22. Psalm 23 ("Salmo 23")
23. Die Vorsehung ("La Provvidenza")
24. Der Befehl des König Herodes ("L'ordine di re Erode")
25. Himmelfahrt ("Ascensione")
26. Per l'Eternita ("Per l'eternità")
27. Lord's Prayer (Englische Version von Vater Unser) ("Padre Nostro (Versione inglese di Vater Unser)")

### Edizione speciale Gold di Natale (CD-2)
1. Die Weihnachtsgeschichte ("La Storia del Natale")
2. Der Lobgesang ("L'elogio")
3. Quia Respexit aus Magnificat von Johann Sebastian Bach